# PFC Beroe Stara Zagora
PFC Beroe Stara Zagora, grundad 6 maj 1916, är en fotbollsklubb i Stara Zagora i Bulgarien. Klubben spelar säsongen 2020/2021 i den bulgariska högstadivisionen, A Grupa.
Beroe har sedan slutet av 1950-talet varit ett återkommande inslag i den bulgariska högstaligan, men sällan lyckats nå några topplaceringar. Klubbens hittills enda ligatitel vanns säsongen 1985/1986, men Beroe har sedan dess även vunnit två cuptitlar och en supercuptitel. I Europaspel är Beroes största framgång en kvartsfinal i Cupvinnarcupen 1973/1974, där klubben blev utslagen av blivande mästarna Magdeburg från Östtyskland.

## Meriter
- A Grupa (1): 1985/1986
- Bulgariska cupen (2): 2009/2010, 2012/2013
- Bulgariska supercupen (1): 2013

## Placering senaste säsonger
| Säsong  | Nivå | Liga       | Placering | Referens | Notering |
| ------- | ---- | ---------- | --------- | -------- | -------- |
| 2017/18 | 1    | Parva liga | 4         | [ 3 ]    |          |
| 2018/19 | 1    | Parva liga | 4         | [ 4 ]    |          |
| 2019/20 | 1    | Parva liga | 6         | [ 5 ]    |          |
| 2020/21 | 1    | Parva liga | 6         | [ 6 ]    |          |
| 2021/22 | 1    | Parva liga | 7         | [ 7 ]    |          |
| 2022/23 | 1    | Parva liga | 14        | [ 8 ]    |          |
| 2023/24 | 1    | Parva liga | 11        | [ 9 ]    |          |